# Torricella Verzate
Torricella Verzate – miejscowość i gmina we Włoszech, w regionie Lombardia, w prowincji Pawia.
Według danych na rok 2004 gminę zamieszkiwało 800 osób, 266,7 os./km².